# زلزال كندا الوسطى 2010
زلزال كندا الوسطى 2010 هو زلزالٌ وقعَ في تورسو ‏ في كندا بتاريخ 23 يونيو 2010.